# 6-та дивізія підводних човнів (Імперський флот)
6-та дивізія підводних човнів (Імперський флот) — підрозділ Імперського флоту Японії, кораблі якого застали події Другої світової війни.
Дивізію створили 1 грудня 1922 року, при цьому до її складу увійшли три підводні човни типу L підтипу L3 (він же тип Ro-57) — Ro-57, Ro-58 та Ro-59.
Спершу 6-та дивізія належала до 1-ї ескадри підводних човнів, а з 1 серпня 1926-го передана 2-й ескадрі. Втім, уже 1 грудня 1926-го дивізію підпорядкували військово-морському округу Йокосука. Тут вона несла службу до розформування 1 листопада 1938-го, причому на той момент вона мала лише два човни, оскільки Ro-58 з 37 липня 1937-го був навчальним у школі стрільців у Йокосуці.
1 липня 1939-го дивізію знову активували у складі все тих же Ro-57, Ro-58 та Ro-59, причому тепер усі вони виконували функцію навчальних у школі стрільців у Йокосуці. Втім, з 15 листопада 1939-го Ro-59 передали до військово-морського округу Омінато (зі штаб-квартирою в Омінато на північному завершенні Хонсю), в якому човен належав до резерву першої черги.
З 1 листопада 1941 по 15 січня 1943-го 6-та дивізія в повному складі виконувала навчальні функції у військово-морському окрузі Куре, після чого повернулась до округу Йокосука. 
У травні 1945-го всі кораблі дивізії вивели зі складу ВМФ, після чого їх корпуси використовували для тренувань у Шьодошімі й Отаке (Внутрішнє Японське море).